# Sablières
Sablières  es una comuna (municipio) de Francia, en la región de Ródano-Alpes, departamento de Ardèche, en el distrito de Largentière y cantón de Joyeuse.
Su población en el censo de 1999 era de 101 habitantes.
Está integrada en la Communauté de communes Cévennes Vivaroises.

## Demografía
| 240 | 200 | 142 | 130 | 149 | 101 |
| Para los censos de 1962 a 1999 la población legal corresponde a la población sin duplicidades (Fuente: INSEE [Consultar]) |     |     |     |     |     |